# Smelowskia mongolica
Smelowskia mongolica är en korsblommig växtart som beskrevs av Vladimir Leontjevitj Komarov. Smelowskia mongolica ingår i släktet Smelowskia och familjen korsblommiga växter. Inga underarter finns listade i Catalogue of Life.